# Blue City
Ne doit pas être confondu avec Blue City (centre commercial) ou Bluecity.
Pour plus de détails, voir Fiche technique et Distribution.
Blue City : La cité de la vengeance  est un film d'action américain réalisé par Michelle Manning, sorti en 1986.

## Synopsis
De retour dans sa ville natale, un homme apprend que son père est assassiné et tient à se venger.

## Fiche technique
- Titre original : Blue City
- Réalisateur : Michelle Manning
- Scénario : Lukas Heller et Walter Hill, d'après le roman du même nom de Ross Macdonald
- Décors : Richard Lawrence
- Photographie : Steven B. Poster
- Montage : Ross Albert
- Musique : Ry Cooder
- Production : William Hayward et Walter Hill
- Société de production : Paramount Pictures
- Société de distribution : Paramount Pictures
- Pays d'origine :  États-Unis
- Langue originale : anglais
- Format : couleur (Technicolor)
- Genre : action dramatique
- Durée : 83 minutes
- Dates de sortie :
  - États-Unis : 2 mai 1986

## Distribution
- Judd Nelson (VF : Éric Baugin) : Billy Turner
- Ally Sheedy (VF : Joëlle Guigui) : Annie Rayford
- David Caruso (VF : Bernard Soufflet) : Joey Rayford
- Paul Winfield (VF : Henry Djanik) : Luther Reynolds
- Scott Wilson (VF : Jean-Pierre Denys) : Perry Kerch
- Anita Morris (VF : Perrette Pradier) : Malvina Kerch-Turner
- Luis Contreras (en) (VF : Max André) : Lieutenant Ortiz
- Julie Carmen (VF : Hélène Otternaud) : Debbie Torres
- Allan Graf : Graf
- Hank Stone : Hank
- Paddi Edwards : Kate

## Accueil
Sorties internationales
Le film sort le 2 mai 1986 aux États-Unis, mais reste inédit au grand écran en France.

## Distinctions
Nominations
- Razzie Awards 1987 :
  - Pire film pour William Hayward et Walter Hill
  - Pire acteur pour Judd Nelson
  - Pire actrice pour Ally Sheedy
  - Pire second rôle masculin pour Scott Wilson
  - Pire réalisateur pour Michelle Manning